# Вайсах (река)
Вайсах (нем. Weißach) — река в Австрии и Германии. Речной индекс 2146. Правый приток Брегенцер-Аха. Протекает по австрийской земле Форарльберг и немецкой Баварии.
Длина реки 33,5 км (из них по Германии 20,64 км), площадь водосборного бассейна — 216,5 км². Высота истока 1353 м.
Берёт начало в Германии, юго-западнее Имменштадта в баварском округе Верхний Алльгой. Пересекает границу с Австрией и впадает в Брегенцер-Ах между Лангенеггом и Дореном.
Самый большой приток Вайсаха — Больгенах (30 км).